# Générateur de rayons X
Un générateur de rayons X est un appareil qui est utilisé pour produire des rayons X. Ces appareils sont utilisés dans les domaines de la radiologie humaine, dentaire et industrielle et possèdent des spécifications très variables en fonction de leur application.

## Principe
Un générateur de rayons X est constitué d'un générateur haute tension (entre 10 kV et plusieurs MV dans les accélérateurs linéaires) qui alimente un tube à rayons X. La haute tension accélère les électrons émis par la cathode du tube à rayons X et quand ceux-ci percutent la cible côté anodique, il se produit une émission de rayons X par rayonnement de freinage (ou Bremsstrahlung).

## Spécifications

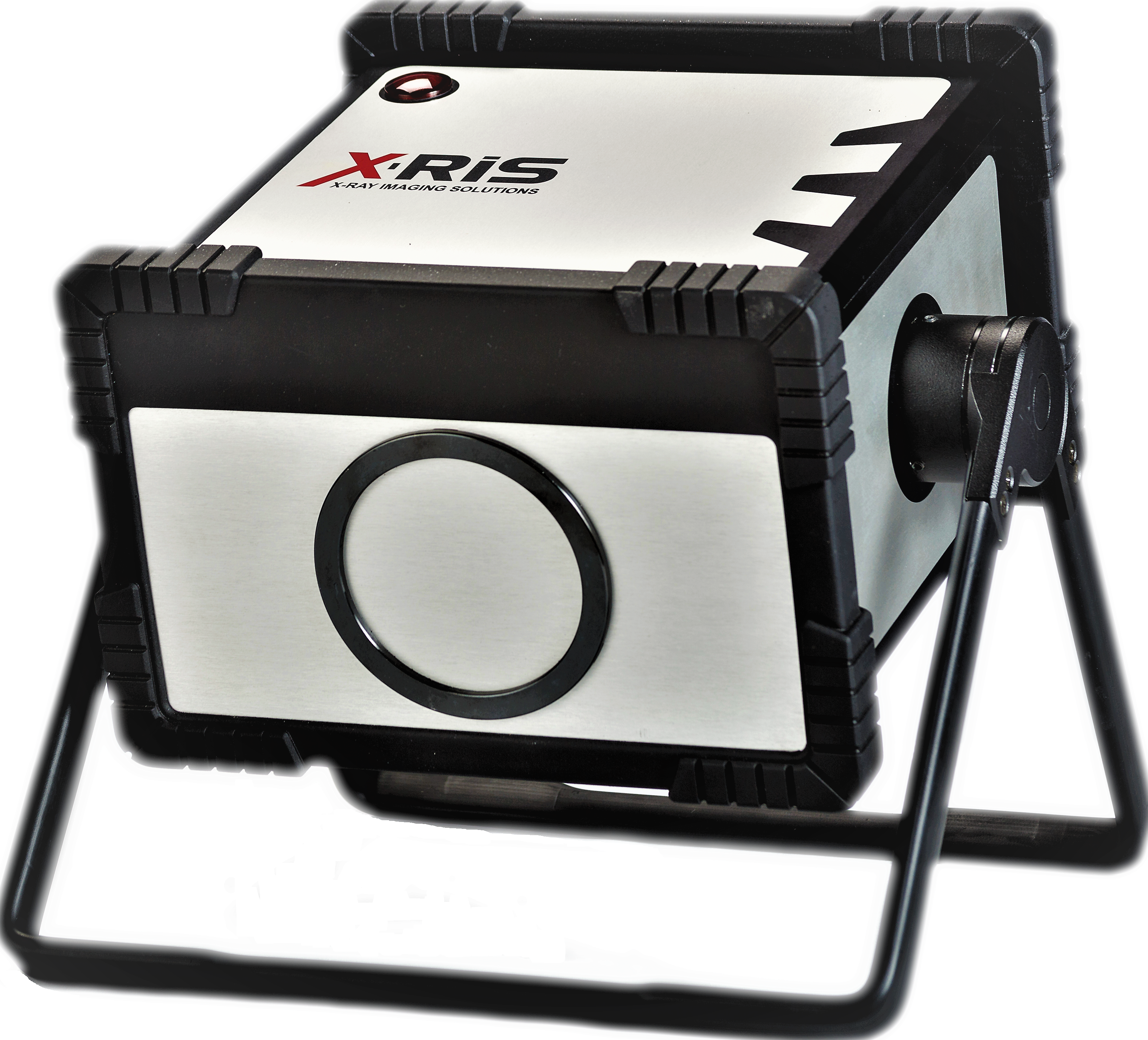
Générateur de rayons X portable destiné à la radiologie numérique (GemX-160) ; l'appareil est alimenté sur batterie et contrôlé à distance par ondes radios. Une fenêtre de béryllium permet les clichés à basse énergie (20 keV) mais il peut tirer jusqu'à 160 kV.

Les spécifications d'un générateur de rayons X dépendent de son domaine d'application.
En radiologie humaine, les générateurs sont généralement de forte puissance (entre 30 et 100 kW) car le cliché doit être réalisé rapidement pour éviter le flou dû au mouvement du patient. La puissance est un peu plus faible en radiologie vétérinaire (15 à 30 kW) car les animaux sont globalement moins épais. Il existe également des appareils portables (entre 2 et 10 kW) qui bien qu'ils manquent de la puissance nécessaire pour une image optimum ; ils sont toutefois indispensables dans certaines applications (petits hôpitaux de campagne, chevaux, ...). En diagnostic, la tension d'émission varie entre une vingtaine de kilovolts en mammographie jusqu'à 150 kV pour les clichés pulmonaires. En contacthérapie, elle va de 50 à 100 kV et peut monter à 300 kV en oncologie.
En radiologie industrielle, la puissance est souvent moins importante, de l'ordre de 5 kW au maximum pour les systèmes transportables. Les clichés sont plus longs et il y a de nombreuses applications où les rayons X sont émis de manière continue, comme en contrôle alimentaire ou en contrôle d'épaisseur. La tension varie de 20 à 500 kV environ[réf. nécessaire], suivant la densité des matériaux analysés.
La puissance peut parfois être de l'ordre du MW mais il s'agit de clichés très brefs (au maximum de l'ordre de la microseconde, généralement de l'ordre de la nanoseconde) et l'énergie en jeu reste relativement faible. Dans le domaine de la stérilisation alimentaire, la tension monte jusqu'à 10 MV[réf. nécessaire] de manière à tuer les bactéries. En dentisterie, la puissance est de l'ordre du kW et la tension varie entre 40 et 100 kV.
Des applications particulières comme la fluorescence travaillent dans les mêmes domaines de tension mais avec l'objectif d'exciter des niveaux électroniques atomiques bien spécifiés (raies K, L...) à des fins d'analyses spectrométriques. Dans le cadre de la microtomographie ou du contrôle de composants électroniques, les puissances tombent à quelques watts de par l'utilisation de tubes dont le foyer est de l'ordre de quelques microns, voire moins. Dans le domaine du contrôle d'épaisseur, les générateurs sont de faible puissance mais doivent être particulièrement stables (variation des tensions de l'ordre de 0,1 % sur une journée).

## Technologie
La majorité des générateurs de rayons X actuels, tous domaines confondus, fonctionnent à haute fréquence et à potentiel de sortie constant. L'intérêt majeur de la haute fréquence est de diminuer l'énergie qu'il est nécessaire de stocker dans les différents condensateurs du système haute tension, ce qui permet de réduire l'encombrement de la partie haute tension et diminue l'énergie qui peut être accidentellement libérée dans le tubes à rayons X lors des réactions (claquages) de celui-ci. Dans les domaines où cela peut s'avérer utile, comme dans le domaine médical, la haute fréquence permet aussi d'atteindre des temps de montée plus brefs, ce qui est considéré comme bénéfique car la dose de rayonnement mou reçue par le patient, inutile pour l'imagerie, est quelque peu réduite.